# 魯伊耶納市鎮
魯伊耶納市鎮，曾是拉脫維亞的一個市鎮，設立於2009年，位於該國北部，是全國最北端的自治市。人口6252人，面積352.2平方公里，人口密度約18人/km2。
2021年7月1日，魯伊耶納市鎮与其它市镇一起合并为瓦尔米耶拉市镇。

## 外部連結
- 瓦尔米耶拉市镇官方網站 （页面存档备份，存于） （拉脱维亚文） （英文）